# Berlin-Neukölln (stacja kolejowa)
Berlin-Neukölln – stacja kolejowa na okrężnej linii Ringbahn (linie S-Bahn – S41, S42, S45, S46 i S47) oraz stacja metra w Berlinie na linii U7, w dzielnicy Neukölln, w okręgu administracyjnym Neukölln.
Stacja metra otwarta została w 1930.